# Anisiense
| Era Eratema | Periodo Sistema | Época Serie         | Edad Piso              | Inicio, en millones de años |
| ----------- | --------------- | ------------------- | ---------------------- | --------------------------- |
| Mesozoico   | Cretácico       | Cretácico           | Cretácico              | 143,1                       |
| Mesozoico   | Jurásico        | Jurásico            | Jurásico               | 201,4±0,2                   |
| Mesozoico   | Triásico        | Superior / Tardío   | Rhaetiense Rhaetiano   | 205,7                       |
| Mesozoico   | Triásico        | Superior / Tardío   | Noriense Noriano       | 227,3                       |
| Mesozoico   | Triásico        | Superior / Tardío   | Carniense Carniano     | ~235                        |
| Mesozoico   | Triásico        | Medio               | Ladiniense Ladiniano   | 241,464 ± 0,28              |
| Mesozoico   | Triásico        | Medio               | Anisiense Anisiano     | 246,7                       |
| Mesozoico   | Triásico        | Inferior / Temprano | Olenekiense Olenekiano | 249,9                       |
| Mesozoico   | Triásico        | Inferior / Temprano | Induense Induano       | 252,2±0,5                   |

El Anisiense o Anisiano es el primer piso y edad del Triásico Medio en la escala temporal geológica. Sucede al Olenekiense (último piso del Triásico Inferior/Temprano) y precede al Ladiniense. Se inició hace unos 246,7 millones de años y terminó hace unos 241,46 millones de años.
Los fósiles más antiguos de dinosaurios están datados en el Anisiense.
El Anisiense se introdujo en la literatura científica por los geólogos y paleontólogos austriacos Wilhelm Heinrich Waagen y Carl Diener en 1895. El nombre procede de unas formaciones calizas próximas al río Enns (latinizado como Anisus) en Großreifling (municipio de Landl, estado de Estiria, Austria).

## Sección estratotipo y punto de límite global (GSSP)
La sección estratotipo y punto de límite global (GSSP) para la base del Anisiense está pendiente de definir por la Comisión Internacional de Estratigrafía. El marcador provisional de la base del piso es la primera aparición del conodonto Chiosella timorensis o la base de la zona de polaridad magnética MT1n.
El techo del Anisiense se define por el GSSP de la base del Ladiniense, que se caracteriza por la primera aparición del amonites Eoprotrachyceras curionii (base de la zona E. curionii).